# Ранзвель
Ранзве́ль (фр. Ranzevelle) — коммуна во Франции, находится в регионе Франш-Конте. Департамент — Верхняя Сона. Входит в состав кантона Жюсе. Округ коммуны — Везуль.
Код INSEE коммуны — 70437.

## География
Коммуна расположена приблизительно в 290 км к востоку от Парижа, в 75 км севернее Безансона, в 35 км к северу от Везуля.
Вдоль границ коммуны протекает река Сона.

## Население
Население коммуны на 2010 год составляло 21 человек.
| 1962 | 1968 | 1975 | 1982 | 1990 | 1999 | 2010 |
| ---- | ---- | ---- | ---- | ---- | ---- | ---- |
| 28   | 30   | 25   | 25   | 21   | 14   | 21   |

## Администрация
| Период | Период | Фамилия     | Партия | Примечания |
| ------ | ------ | ----------- | ------ | ---------- |
| 2001   | 2008   | Эрик Рюо    |        |            |
| 2008   | 2014   | Мартин Рост |        |            |

## Экономика

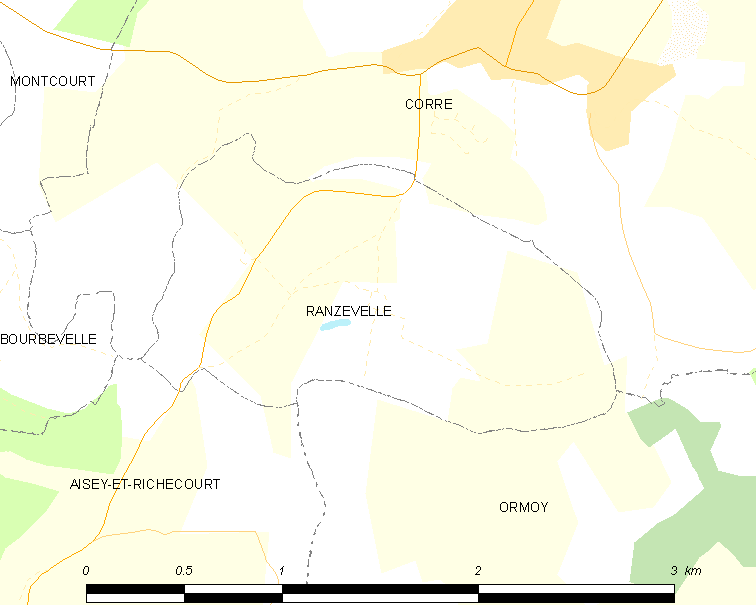
Карта коммуны

В 2010 году среди 13 человек трудоспособного возраста (15—64 лет) 11 были экономически активными, 2 — неактивными (показатель активности — 84,6 %, в 1999 году было 55,6 %). Из 11 активных жителей работали 8 человек (5 мужчин и 3 женщины), безработных было 3 (1 мужчина и 2 женщины). Среди 2 неактивных 0 человек были учениками или студентами, 1 — пенсионером, 1 был неактивным по другим причинам.